# 이상윤 (대학 교수)
이상윤(李相潤, 1974년 7월 16일 ~ )는 대한민국의 교수이다.

## 생애
세계 최초로 혈관내부에서 360도 회전 및 상하이동이 가능한 자체추진 혈관이동 마이크로로봇을 개발하고 특허등록하였다. 유체 속에서도 전후좌우 원하는 방향으로 이동이 용이한 조향성능 향상 측면을 세계 최초로 구현했다.
그는 보철물을 끼고 언어연습을 하였고 교수가 되었다.
그는 구강 구조가 시시각각 달라지기 때문에 보철을 사용하지 않으면 의사소통을 할 수 없는 언어장애4급이다. 이 때문에 언어장애인이 대학 강단에 서는 것은 국내는 물론 해외에서도 드문 일이다. 그는 부산대 조선해양공학과를 졸업하고 같은 대학 정치외교학과에서 석사학위를 받은 뒤 과학기술정책(STS) 박사과정을 수료하였다.
씨마스 출판사가 출간한 '직업과 진로' 고등학교 교과서에 미래를 만드는 공학 엔지니어 교수라고 소개되었다.

## 학력
- 2012년 부산대학교 공공정책학박사
- 부산대학교 대학원 과학기술정책 박사수료[5]
- 부산대학교 대학원 정치외교학 석사
- 서울디지털대학교 정치행정학과 학사
- 영남사이버대학교 사회복지학 학사
- 영남사이버대학교 실용영어학 학사
- 부산대학교 조선해양공학 학사
- 부산중앙고등학교
- 수영중학교
- 수영초등학교

## 경력
- 2012년 3월 ~ 부경대학교 환경해양대학 공간정보시스템공학과 겸임교수[6]
- 2015년 ~ 부경대학교 행정공간정보화연구소 부연구소장[7]
- 2016년 ~ 한국생태공학회 부회장[8]
- 2014년 ~ 한국전자통신학회 총무이사[9]
- 2013년 ~ 부경대학교 공간정보연구소 소장[10]
- 2013년 한국행정학회 학술정보이사[11]
- 2012년 한국전자통신학회 전파통신법과학기술정책재난통신 분과위원장[12]
- 2007년 ~ 2009년 부산 YMCA 교육위원회 위원[13]

## 저서
- 《행정공간정보화(化) 플랫폼 전자정부론》 (높은새출판사, 2015)[14]
- 《대통령 만들기 (게임이론과 죄수의 딜레마)》 (높은새출판사, 2009)[15]
- 《안철수 등의 한판승부 - 박근혜 벗기기》 (높은새출판사, 2011)[16]
- 《기술 배 정치》 (높은새출판사, 2010)[17]
- 《하록선장 다시 날다》 (에세이출판사, 2008)[18]
- 《한국의 글로벌 해양전략 (과학기술과 국제정치)》 (높은새출판사, 2011)[19]
- 《한국은 왜 가토다쓰야를 용서했나? 가토다쓰야에게 준 500일의 반성기회》 (리얼뉴스, 2017)[20]
- 《국민의당 성공전략은 무엇인가? 안철수의 승부》 (리얼뉴스, 2017)[21]

## 논문
- 한국 전자정부와 국가정보화에 관한 탐색적 연구: 시나리오플래닝 적용을 통한 거버넌스 추진 측면에서, 한국지역정보화학회지 제20권 제1호, 2017.3, 21-55 (36 pages)[22]
- 세월호사고원인과 빅데이터 해양방재정보화연구: ICT행정공간정보화와 해양방재시스템개발측면에서[23][24]
- 스마트생태도시와 유비쿼터스 행정공간정보화연구: 부산 에코델타시티 수질오염 재난방재측면에서[25]
- 유비쿼터스 스마트 도시와 행정공간정보화 연구 부산 센텀시티 중심으로[26]
- 맞춤형 공공서비스제공을 위한 플랫폼 전자정부 구축방안에 대한 탐색적 연구: 행정프로세스와 행정정보시스템 개선측면에서[27]
- 한국 조선산업클러스터 발전방안에 관한 탐색적 연구: 2008년 글로벌 금융위기 기점에서의 입지계수분석 중심으로[28]
- 한국 원자력 분야 정책추진체계 연구: 고리원전추가건설사례로 본 위험거버넌스 구축 측면에서[29]
- 입지계수를 적용한 조선산업 산업클러스터 분석 및 전략적 개선방안: 동남 광역경제권을 중심으로[30]
- 한국 이민·다문화 정책 추진체계 현황 및 개선방안: 사회통합 측면의 탐색적 연구[31]
- 다문화사회에서의 정보격차해소를 위한 플랫폼 전자정부 구축 연구[32]
- 공간정보기술정책연구: 시나리오플래닝 적용을 통한 플랫폼 구축 중심으로[33]
- 한국형 수중로봇시스템의 기술개발연구: 시나리오플래닝 적용으로[34]
- 최소침습수술용 의료로봇 기술개발연구: 시나리오플래닝을 적용하여[35]
- SWOT분석을 통한 한국 마이크로 로봇의 발전방안[36]
- 공공데이터를 활용한 국가정보화 전략연구: 시나리오플래닝을 적용하여[37]
- 한국 전자정부와 클라우드 컴퓨팅 기술개발연구: 시나리오플래닝을 적용하여[38]
- 한국의 글로벌 과학기술협력 연구: 한국 중소기업의 R&D 국제화 가속방안과 중소기업코디네이터[39]
- 공간정보시스템을 활용한 인터넷전자투표 연구: 시나리오플래닝을 중심으로[40]
- 한국 조선산업 연구: 산업클러스터 특화분석 중심으로[41][42]

## 특허
- 스마트안경을 이용한 무인항공기 제어와 조종시스템[43][44][45]
- 무인항공기를 활용한 해파리 및 이안류와 녹조감시방재시스템[46]
- 수중기만형 어뢰시스템 및 방법[47]
- 저고도 및 고고도용 복합체 무인항공기 및 무인항공기 시스템[48]
- 암세포 표적제거기능을 갖춘 박테리아 기반의 마이크로 로봇[49]
- 3D 디스플레이 마이크로-나노 로봇 조종 시뮬레이터 시스템[50]
- 유체가압추진방식을 이용한 혈관탐사 마이크로 로봇[51]
- 선체 내부로 접혀 들어가는 요트용 킬[52]
- 병변 미세 접근과 제거 위한 마이크로-나노 로봇 증강현실 시스템[53]
- 혈관탐사 마이크로-나노 로봇 조종시뮬레이터 시스템[54]
- 무인항공기 도킹 및 자동회수시스템[55]
- 공간정보기술을 이용한 근거리 정밀타격 무인항공기시스템[56]
- 공간정보기술을 이용한 무인항공기 통합네트워크시스템[57]
- 저고도 및 고고도용 복합체 무인항공기 및 무인항공기 시스템[58]
- 전자기감응공명기술을 이용한 마이크로 로봇[59]
- 맞춤형 공공서비스제공을 위한 플랫폼 전자정부시스템[60]
- 데이터통합 및 개방형의 클라우드컴퓨팅 전자정부플랫폼시스템[61]
- 스마트폰을 위한 차량용 무선충전 시스템[62][63]

## 수상
- 2012년 한국전자통신학회 우수논문학술상[64]
- 2016년 한국전자통신학회 부산에코델타시티 수질오염방재 우수논문학술상[65]
- 2016년 한국전자통신학회 세월호사고원인과 해양방재 우수논문학술상[66]